# Congresso continentale
Il Congresso continentale era l'organo deliberativo delle tredici colonie durante il periodo coloniale fino alla Rivoluzione americana. Durante la sua storia si ebbero tre incontri. Il Congresso viene oggi considerato l'antenato dell'odierno Congresso degli Stati Uniti.

## Primo congresso continentale
Il Primo congresso continentale fu un convegno di delegati di dodici delle tredici colonie britanniche del nord America avvenuto il 4 settembre 1774 a Philadelphia. I coloni si accordarono per fare due proposte: la prima consisteva appunto nel detenere dei rappresentanti nel parlamento inglese; la seconda proponeva di avere un "impero decentrato", ovvero affermare il diritto dei coloni a promulgare leggi votate nelle loro assemblee. 
Dichiararono però illegittime, in quanto incostituzionali perché contro il principio no taxation without representation, le cosiddette "leggi intollerabili" (emanate dal parlamento inglese come ritorsione al "Boston tea party").

## Secondo congresso continentale
Il Secondo congresso continentale fu una riunione di rappresentanti delle 13 colonie britanniche in nord America che avvenne fra il 10 maggio 1775 ed il 1º marzo 1781. Esso formulò la Dichiarazione d'Indipendenza e gli Articoli della Confederazione nelle quali si stabilì la sovranità fondata sul popolo e soprattutto l'uguaglianza dei diritti tra gli uomini: diritto alla vita, diritto alla libertà, diritto alla ricerca della felicità.

## Congresso della confederazione
Il congresso della confederazione è stato un corpo governativo degli Stati Uniti d'America dal 1º marzo 1781 al 4 marzo 1789. Esso era composto da delegati eletti dalla legislatura dello Stato dal quale proveniva il candidato. Il congresso della confederazione fu l'immediato successore del secondo congresso continentale.